# Paul Kent (Schauspieler)
Paul Kent (* 13. Oktober 1930 in Brooklyn, New York; † 7. Oktober 2011 in Hollywood Hills, Kalifornien) war ein US-amerikanischer Schauspieler sowie Gründer und künstlerischer Leiter des Melrose Theater in West Hollywood.

## Leben
Kent wurde als Paul Inglese im US-Bundesstaat New York geboren.
Nach seiner Schulzeit studierte er Schauspiel am Pasadena Playhouse und diente während des Koreakriegs in der United States Army. 1958 zogen er und seine Eltern von New York nach Kalifornien, wo er bei Sanford Meisner ausgebildet wurde und später Meisner bei dessen Unterricht assistierte. Die beiden wurden enge Freunde und Kollegen, und als Meisner Los Angeles verließ, um nach New York zurückzukehren, führte Kent seine Lehrmethoden fort.
Neben seiner umfangreichen Arbeit als Schauspieler war er ein Aktivist, der maßgeblich für die Equity-Waiver-Politik in Hollywood verantwortlich war.
Kent war 35 Jahre lang, bis zu seinem Tod, mit der Schauspielerin und Autorin Madelyn Cain verheiratet und hatte drei Töchter. Er starb sechs Tage vor seinem 81. Geburtstag an den Folgen eines Multiplen Myeloms und fand seine letzte Ruhe im Forest Lawn Memorial Park in San Fernando Valley.

## Karriere
Kent war an der Gründung des Desilu-Workshops von Lucille Ball und Desi Arnaz beteiligt, wo er der erste Schauspielschüler wurde, den der Workshop unter Vertrag nahm. Hedda Hopper zufolge wurde Kent, als er bei dem Workshop erschien, um einer Freundin bei einem Vorsprechen zu helfen, von Ball entdeckt und erhielt prompt einen Vertrag als Schauspieler und Bühnenmanager. Zu Kents Schauspielrollen in dieser Zeit gehörte eine kleine Rolle in einer Folge von December Bride im Jahr 1957. Später wurde er Balls Regieassistent.
1964 gründete Kent mit Hilfe von Schauspielerkollegen wie Tom Troupe, Carole Cook, Richard Bull und Don Eitner das Melrose Theater in der Stadt West Hollywood. Die Mittel für das Theater wurden teilweise durch Gastauftritte bei Lucille Ball und Gary Morton in Password aufgebracht. Kent erinnerte sich später in einem Interview mit der Los Angeles Times:

„Ich war zu Tode erschrocken. Ich hatte keine feste Arbeit, ich wusste nicht, woher ich die nächste Miete nehmen sollte, und ich hatte keine Erfahrung mit dem Bau eines Theaters. […] Ich kaufte Sitze aus einem stillgelegten Kino am Washington Boulevard. Ich werde es nie vergessen. Zwei Dollar pro Platz. Linden Chiles, die Studenten und ich haben die Sitze buchstäblich aus dem Boden geschraubt und sie hierher gebracht.“

1976 ging Kent eine Partnerschaft mit der Workshop-Organisatorin Jomarie Ward ein, um eine ehemalige Bäckerei und ein Fotostudio in der 733 North Seward Street, einen halben Block nördlich der Melrose Avenue zu erwerben. Mit der Unterstützung von Ward und Mitgliedern des Workshops wurde das Gebäude renoviert und 1977 zum neuen Melrose Theater umgebaut. Das neue, größere Theater wurde der ständige Sitz des Melrose Theaters, mit Kent als künstlerischem Leiter und Ward als Geschäftsführerin. Das Melrose erhielt Auszeichnungen von DramaLogue und vom Drama Critics Circle, darunter den Margaret Harford Award, der das Melrose zum „beständigsten Theater in Los Angeles“ erklärte. Zwischen den eigenen Produktionen wurde das Theater viele Jahre lang an HBO Films und unabhängige Theaterproduktionen vermietet.
1984 beschloss Kent eine Produktion mit möglichst vielen Melrose-Schauspielern auf die Beine zu stellen und forderte Dramatiker im Mark Taper Forum auf, ein Stück zu schreiben, das in einer Bar spielt und vom Theater produziert werden sollte. Die daraus resultierende Zusammenarbeit, The Bar Off Melrose, wurde fünfzehn Dramatikern zugeschrieben und beschäftigte fast vierzig Schauspieler. Das Stück wurde 1986 mit großem Erfolg uraufgeführt und wird noch heute an verschiedenen Theatern, Schauspielworkshops und Hochschulen aufgeführt. 1985 war er auch in einer Wiederaufführung des Broadway-Stücks Follies in Los Angeles zu sehen.
Auf der Bühne war er unter anderem mit Jack Jones in Guys and Dolls zu sehen, mit John Saxon in The Price, mit Lainie Kazan in Fiddler on the Roof, mit Carole Cook und Barbara Rush in Father’s Day, mit William Shatner in Otherwise Engaged und mit Richard Dreyfuss in Mamma’s House.
Während seiner Tätigkeit als künstlerischer Leiter des Melrose Theaters spielte Kent auch in vielen seiner eigenen Inszenierungen mit und trat zudem regelmäßig im Film und Fernsehen auf. Einer von Kents Auftritten vor der Kamera in den 1970er Jahren war eine kleine Rolle in der Fernsehminiserie Helter Skelter. Kent spielte auch in der Verfilmung von 2004 unter der Regie von John Gray, allerdings eine andere Figur. Gray holte Kent später zurück, um einen Geist in der Folge Mended Hearts seiner Fernsehserie Ghost Whisperer zu spielen. Darüber hinaus war Kent in verschiedenen Rollen in Fernsehserien wie Lou Grant, T. J. Hooker oder Falcon Crest zu sehen.
Gegenüber Lawrence Christon, 1975 Reporter der Los Angeles Times, reflektierte Kent über sein Handwerk:

„Die Schauspielerei ist mein Seelenheil, das, wohin ich mich flüchte, wenn in meinem Leben etwas schief läuft. Meine besondere Freude ist es, zu proben und die Feinheiten einer Figur zu erforschen. Ich liebe es so sehr, dass die eigentliche Aufführung für mich wie die Zigarette nach der Affäre ist.“

1982 spielte Kent in Star Trek II: Der Zorn des Khan die Rolle von Commander Beach, Steuermann und dritter Kommandant des Raumschiffs USS Reliant. 1987 verkörperte er Harry M. Daugherty in einem von Showtime produzierten biografischen Fernsehfilm über J. Edgar Hoover. Im Jahr 1999 wurde er der dritte Schauspieler, der die Rolle des Doktor Noel Clinton in Port Charles, einem Ableger von General Hospital, spielte und damit die Nachfolge der Schauspieler Dean Harens und Ron Husmann antrat. Er hatte zudem eine Hauptrolle als Miles Mason in Viagra Falls, einem Fernsehpiloten. Eine seiner letzten Rollen war die Darstellung von Mack Sennett in Return to Babylon, einem Independent-Film aus dem Jahr 2013. Sein Schaffen für Film und Fernsehem umfasst mehr als 100 Produktionen.
Im deutschen Sprachraum wurde Kent unter anderem von Walter Alich, Friedrich Georg Beckhaus, Lothar Blumhagen, Heinz Theo Branding, Otto Czarski, Gernot Duda, Hermann Ebeling, Rüdiger Evers, Andreas Grothusen, Imo Heite, Wilfried Herbst, Alexander Herzog, Wolfgang Hess,   Klaus Jepsen, Thomas Kästner, Roman Kretschmer, Fred Maire, Lothar Mann,  Eberhard Mellies, Viktor Neumann, Peter Neusser, Hans Nitschke, Edgar Ott, Joachim Pukaß, Wolf Rüdiger Reutermann, Franz Rudnick, Michael Rüth, Frank-Otto Schenk, Peter Schiff,  Erik Schumann, Jürgen Thormann, Herbert Weicker und Jürgen Wolters synchronisiert.

## Filmografie (Auswahl)
- 1956: Diane – Kurtisane von Frankreich
- 1957: December Bride (Fernsehserie)
- 1959: Richard Diamond, Privatdetektiv (Fernsehserie)
- 1960: Kein Fall für FBI (Fernsehserie)
- 1961: Ein Fall für Michael Shayne (Fernsehserie)
- 1960–1961: Harrington und Sohn (Fernsehserie)
- 1961: Bus Stop (Fernsehserie)
- 1962: Unter heißem Himmel (Fernsehserie)
- 1963: Sam Benedict (Fernsehserie)
- 1963: Eleventh Hour (Fernsehserie)
- 1963: Meine drei Söhne (Fernsehserie)
- 1963: The Outer Limits (Fernsehserie)
- 1966: Der Mann, der zweimal lebte
- 1966: Auf der Flucht (Fernsehserie)
- 1966: Kobra, übernehmen Sie (Fernsehserie)
- 1967: Teils heiter, teils wolkig (Fernsehserie)
- 1967: Mr. Smith
- 1967: Lieber Onkel Bill (Fernsehserie)
- 1967: Solo für O.N.C.E.L. (Fernsehserie)
- 1966–1968: Gefährlicher Alltag (Fernsehserie)
- 1968: CBS Repertoire Workshop (Fernsehserie)
- 1968: Hawaii Fünf-Null (Fernsehserie)
- 1969: Big Valley (Fernsehserie)
- 1969: Das ist meine Welt (Fernsehserie)
- 1969: Room 222 (Fernsehserie)
- 1970: Bonanza (Fernsehserie)
- 1971: Alias Smith und Jones (Fernsehserie)
- 1970–1971: Twen-Police (Fernsehserie)
- 1972: The Astronaut (Fernsehfilm)
- 1972: Start ins Ungewisse (Fernsehfilm)
- 1972: Lapin 360
- 1972: McMillan & Wife (Fernsehserie)
- 1973: Aus der Hölle gespuckt
- 1973: Im letzten Moment (Fernsehfilm)
- 1973: Griff (Fernsehserie)
- 1973: Dr. med. Marcus Welby (Fernsehserie)
- 1973: FBI (Fernsehserie)
- 1974: Pray for the Wildcats (Fernsehfilm)
- 1974: Der Chef (Fernsehserie)
- 1974: Der Sechs Millionen Dollar Mann (Fernsehserie)
- 1974: Apple’s Way (Fernsehserie)
- 1975: Der Unsichtbare (Fernsehserie)
- 1975: Mobile One (Fernsehserie)
- 1975: Guilty or Innocent: The Sam Sheppard Murder Case (Fernsehfilm)
- 1976: Helter Skelter – Die Nacht der langen Messer (Miniserie)
- 1976: Superstar (Fernsehserie)
- 1976: Lifeguard
- 1977: Blutige Ruby – Der Geist des Todes
- 1977: Kojak – Einsatz in Manhattan (Fernsehserie)
- 1977: The Night They Took Miss Beautiful (Fernsehfilm)
- 1977: Starsky & Hutch (Fernsehserie)
- 1978: Project U.F.O. (Fernsehserie)
- 1978: The Next Step Beyond (Fernsehserie)
- 1979: Quincy (Fernsehserie)
- 1980: If Things Were Different (Fernsehfilm)
- 1980: CBS Afternoon Playhouse (Fernsehserie)
- 1980: General Hospital (Fernsehserie)
- 1980: Barney Miller (Fernsehserie)
- 1981: Flamingo Road (Fernsehserie)
- 1979–1981: Herzbube mit zwei Damen (Fernsehserie)
- 1981: Ein Duke kommt selten allein (Fernsehserie)
- 1977–1981: Lou Grant (Fernsehserie)
- 1980–1982: Noch Fragen Arnold? (Fernsehserie)
- 1982: Star Trek II: Der Zorn des Khan
- 1984: Matt Houston (Fernsehserie)
- 1985: Perfect Judge
- 1982–1985: T. J. Hooker (Fernsehserie)
- 1985: It’s a Living (Fernsehserie)
- 1985: Capitol (Fernsehserie)
- 1986: Cagney & Lacey (Fernsehserie)
- 1986: Mike Hammer (Fernsehserie)
- 1984–1986: Hotel (Fernsehserie)
- 1987: J. Edgar Hoover (Fernsehfilm)
- 1987: Nightmare III – Freddy Krueger lebt
- 1987: Retaliator
- 1987–1988: Falcon Crest (Fernsehserie)
- 1988: Das Doppelleben der Kathy McCormick (Fernsehfilm)
- 1988: Double Revenge
- 1988: Webster (Fernsehserie)
- 1989: The Jigsaw Murders
- 1989: Amen (Fernsehserie)
- 1985–1989: California Clan (Fernsehserie)
- 1990: Schatten der Leidenschaft (Fernsehserie)
- 1990: Harrys wundersames Strafgericht (Fernsehserie)
- 1990: Die Ninja Cops (Fernsehserie)
- 1990: Doogie Howser, M.D. (Fernsehserie)
- 1990: Killer unter uns (Fernsehfilm)
- 1991: Shannon’s Deal (Fernsehserie)
- 1991: Die Staatsanwältin und der Cop (Fernsehserie)
- 1993: Mit Herz und Scherz (Fernsehserie)
- 1994: Cosmic Slop (Fernsehfilm)
- 1994: Frasier (Fernsehserie)
- 1995: Charlie Grace – Der Schnüffler (Fernsehserie)
- 1997: High Incident – Die Cops von El Camino (Fernsehserie)
- 1997: Practice – Die Anwälte (Fernsehserie)
- 1999: Port Charles (Fernsehserie)
- 1999: Das Leben und Ich (Fernsehserie)
- 2003: The West Wing – Im Zentrum der Macht (Fernsehserie)
- 2003: The Road Home
- 2004: Emergency Room – Die Notaufnahme (Fernsehserie)
- 2004: Helter Skelter (Fernsehfilm)
- 2005: Joey (Fernsehserie)
- 2005: Ghost Whisperer – Stimmen aus dem Jenseits (Fernsehserie)
- 2006: Viagra Falls (Fernsehfilm)
- 2013: Return to Babylon